# Jack Mikrut
Jack Adam Mikrut, född 1963 i Kraków, Polen, är en svensk fotograf. 
Mikrut är född i Polen, emigrerade till Kanada och växte upp i Luseland, Saskatchewan och Winnipeg, Manitoba innan han flyttade till Sverige 1975. Han har sedan varit bosatt i Brisbane, Australien.

## Biografi
Jack Mikrut inledde sin karriär som frilansfotograf 1982 efter avslutade språkstudier vid Kungsholmens läroverk i Stockholm. Hans första större projekt var att dokumentera det svenska konsultföretaget VBB:s (numera Sweco) arbete i Egypten, som innebar att studera och projektera en räddningsplan för de egyptiska monument och gravar i Konungarnas dal och Drottningarnas dal som hotades av salt korrosion.
1984 anställdes han som fotograf på Svenska Dagbladet och valdes in som medlem i bildbyrån Tiofoto. 1991–2005 fotograferade han för bildbyrån Pressens Bild, numera Scanpix. Han specialiserade sig på sportfotografering och bevakade under tiden på Pressens Bild de flesta större idrottsevenemang inklusive sex Olympiska Spel. Sedan 1990 har Mikrut mottagit ett flertal svenska och internationella utmärkelser för sina bilder, såsom år 2001 med Fuji European Sport Photographer of the Year award. År 2002 kom hans bildsvit föreställande simmerskan Emma Igelström på första plats i en tävling arrangerad av franska sportidningen L'Equipe och IOK Internationella Olympiska Kommittén. Sedan 2006 arbetar Jack Mikrut på affärstidningen Dagens Industri. Han samarbetar, som officiell fotograf, med SOK Sveriges Olympiska Kommitté och som teknisk bildkonsult hos Activated Logic i Brisbane, Australien.

## Utmärkelser
- 1990 Årets bild Sverige 3:e pris Humor
- 1992  Årets Bild Sverige  2:a pris Porträtt
- 1992 World Press Photo diploma excellent work Sport singles
- 1993  Årets Bild Sverige   3:e pris Sport Portfolio  /  3 pris Öppen Klass
- 1994  Årets Bild Sverige   1:a pris Humor
- 1998  Årets Bild Sverige   2:a pris Sport Portfolio
- 1999  Sport Fuji Press Photo Award Sverige  1 pris
- 2000  Årets Bild   3:e pris Nyhetsbild  / 3:e pris Sport Reportage[4]
- 2001  Årets Bild    1:a pris Sport Reportage  / 2:a pris Sport Feature  / 2:a pris Sport Action /  3:e pris Sport Reportage [5]
- 2001 1 pris Sport Fuji Euro Press Photo Award Sverige
- 2002  Fuji European Sport Photographer of the Year[6]
- 2002  1:a pris svart / vit Portfolio Sports competition by IOC and L'Equipe
- 2003  Årets Bild    2:a pris Nyhetsbild  /  World Handball Photo of The Year 1:a pris[7][8]
- 2004  62nd POYi USA Contest  3rd prize Sports singles[9]
- 2005  Årets Bild    3:e pris Nyhetsbild[10]
- 2007  Årets Bild    1:a pris Porträtt[11]
- 2007  Society for News Design, Award of Excellence photography /single photos[12]
- 2010  Wieliczka Salt Mine Through the Lens[13][14] 1:a pris Works by Miners kategori, utmärkelse Saline Labyrinth kategori
- 2012 Årets bild, naturbild
- 2016 Årets bild, sportreportage
- 2019 Årets bild, sportreportage
- 2022 Årets bild, sportreportage
- 2025 Årets bild, sportreportage[15]

## Utställningar

### 2005
- Digital Photo Fair Sollentuna: "Resa med Kronprinsessan"[16]

### 2006
- Home & Digital Fair Stockholm: "Resa med Kronprinsessan"

- TUR Travel Fair Göteborg: "Resa med Kronprinsessan"

### 2007
- Digital Home and Photo Fair Stockholm: "Portraits"[17]